# Марія-Терезія (мінісеріал)
«Марія Терезія» (нім. Maria Theresia, чеськ. Marie Terezie, угор. Mária Terézia) — австро-чеський історичний мінісеріал 2017 року. Це копродукція Чехії, Австрії, Словаччини та Угорщини. Перші дві частини мінісеріалу вперше були показані у 2017 році, ще дві — у 2019. 2022 року випущено п'яту (останню) частину мінісеріалу.

## Акторський склад
| Персонаж                                          | Частина І (2017)      | Частина II (2017)     | Частина III (2019)   | Частина IV (2019)    | Частина V (2022) |
| ------------------------------------------------- | --------------------- | --------------------- | -------------------- | -------------------- | ---------------- |
| Марія Терезія                                     | Марія-Луїза Стокінгер | Марія-Луїза Стокінгер | Стефанія Райншпергер | Стефанія Райншпергер | Урсула Штраусс   |
| Франц Лотаринзький                                | Войтех Котек          | Войтех Котек          | Войтех Котек         | Войтех Котек         | Войтех Котек     |
| Йосиф II                                          | —                     | —                     | —                    | —                    | Аарон Фрісс      |
| Єлизавета Крістіна Ульріка Брауншвейг-Люнебурзька | Зузана Стівінова      | Зузана Стівінова      | Зузана Стівінова     | Зузана Стівінова     | —                |
| Карл VI, імператор Священної Римської імперії     | Фратц Карл            | Фратц Карл            | —                    | —                    | —                |
| Еліза Фріц                                        | Таня Паугофова        | Таня Паугофова        | Таня Паугофова       | Таня Паугофова       | Таня Паугофова   |
| Принц Євгеній Савойський                          | Карл Марковіц         | Карл Марковіц         | —                    | —                    | —                |
| Фрідріх Вільгельм фон Грумбков                    | Золтан Ратоті         | Золтан Ратоті         | —                    | —                    | —                |
| Марія Анна Австрійська                            | Анна Пош              | Анна Пош              | Анна Пош             | Анна Пош             |                  |
| Марія Кароліна Фукс                               | Юлія Стембергер       | Юлія Стембергер       | Юлія Стембергер      | Юлія Стембергер      |                  |
| Йоганн Бартенштейн                                | Домінік Варта         | Домінік Варта         | Домінік Варта        | Домінік Варта        |                  |
| Міклош Йосиф Естергазі                            | Балінт Адоріяні       | Балінт Адоріяні       | Балінт Адоріяні      | Балінт Адоріяні      |                  |
| Філіпп Шпанагель                                  | Корнелій Обонья       | Корнелій Обонья       | Корнелій Обонья      | Корнелій Обонья      |                  |
| Граф Кінскі                                       | Александр Барта       | Александр Барта       | Александр Барта      | Александр Барта      |                  |
| Фрідріх Август фон Гаррах                         | Їржі Дворжак          | Їржі Дворжак          | Їржі Дворжак         | Їржі Дворжак         |                  |
| Єлизавета Шарлотта Орлеанська                     | Зузана Маурері        | Зузана Маурері        | Зузана Маурері       | Зузана Маурері       |                  |
| Карл Лотаринзький                                 | —                     | —                     | Борек Джоура         | Борек Джоура         |                  |

## Сюжет
- Події першої частини мінісеріалу відбуваються у 1723 (де Марія Терезія зображена шестирічною дитиною), у 1732—1740. Марія Терезія одружується з Францом Стефаном Лотаринзьким, переїжджає з ним до Флоренції, народжує трьох доньок та дістає звістку про смерть батька.
- Події другої частини мінісеріалу відбуваються у 1740—1741 роках. Марія Терезія очолює Священну Римську імперію після смерті батька та посідає престол Угорщини. Вона втрачає доньку Марію Кароліну та народжує сина Йосифа.
- Події третьої частини відбуваються у липні 1740 — лютому 1742 років, тобто з початку французької кампанії проти Австрії до завоювання Мюнхена та поразки війська Карла VII.
- Події четвертої частини відбуваються у лютому 1742 — на початку 1743 року. Марія Терезія разом з чоловіком були короновані як королева та король Чехії.
- Події п'ятої частини відбуваються у першій половині 1760-х років. Сюжет присвячений шлюбній політиці Марії Терезії. Важливим персонажем стає її син Йосиф II. Чоловік імператриці Франц Стефан помирає. Останні пів години п'ятої частини - це короткий підсумок останніх п'ятнадцяти (1765-1780) років правління імператриці. Серія закінчується похованням правительки в гробниці капуцинів у Відні[7].

## Знімання
Знімання першої частини відбулися у березні 2017 року в замках Кромержиж та Валтіце, що зображуються як Гофбург. Використано близько 2500 костюмів та 500 перук. Третій та четвертий епізоди були зняті, зокрема, у Валтіце, Празі та Брно. Сцену коронації Марії Терезії як королеви Угорщини було знято у Соборі святого Мартина (Братислава). Місця знімань п'ятої частини розширили, додавши замки Славков-у-Брна та Яромержіце-над-Ракитноу. Знімання коштували близько €4,700,000.